# Смерть Вазір-Мухтара
«Смерть Вазір-Мухтара» — радянський художній телефільм-спектакль, поставлений на Ленінградському телебаченні Розою Сиротою і Володимиром Рецептером за однойменним романом Юрія Тинянова. У фільмі були задіяні у тому числі і провідні актори Ленінградського Великого драматичного театру кінця 1960-х років.

## Сюжет
Частина перша. 1828 рік. На прийомі у Миколи I колезький радник Грибоєдов вручає імператору доставлений ним текст Туркманчайського мирного договору. Цар удостоює його особистої аудієнції. Подальша дія першої частини фільму приділена петербурзьким зустрічам Грибоєдова з Пушкіним, Булгаріним, Чаадаєвим, генералом Єрмоловим. Він викладає свій проект економічних реформ в Персії графу Нессельроде і члену Державної ради Родофінікіну, але отримує мовчазну відмову. Грибоєдова призначають російським посланником у Персії, чим, за його власним переконанням, «відправляють на з'їдіння».
Частина друга. По дорозі в Тегеран Грибоєдов заїжджає до свого родича, командувача російськими військами в турецькій кампанії 1828 року генерала Паскевича. Прибувши до місця служби, Грибоєдов на новій посаді стикається з труднощами: розорені війною перси не в змозі виплачувати данину відповідно до мирної угоди. З фактичного схвалення місцевих сановників Грибоєдова — «кяфіру в окулярах», мусульманські фанатики оголошують джихад. Формальним приводом служить притулок, який той надав кільком полоненим, що втекли з перської неволі. Натовп, що увірвався в російське посольство, вбиває майже 40 козаків конвою і главу місії — Грибоєдова. Микола I, прийнявши від перського посланника щедрі дари, зробив вказівку «дати вічному забуттю нещасну тегеранську подію».

## У ролях
- Володимир Рецептер —  Олександр Сергійович Грибоєдов
- Сергій Юрський —  Олександр Сергійович Пушкін
- Владислав Стржельчик —  Петро Якович Чаадаєв, філософ, публіцист
- Микола Трофімов —  Фадей Венедиктович Булгарін, письменник, критик
- Микола Корн —  Олексій Петрович Єрмолов, генерал, воєначальник
- Вадим Медведєв —  Микола I
- Наталія Тенякова —  Ленхен, дружина Булгаріна
- Володимир Татосов —  Карл Васильович Нессельроде, міністр закордонних справ
- Ніна Скоморохова —  танцівниця
- Галина Мікрюкова —  Ніна Грибоєдова (Чавчавадзе)
- Борис Рижухін —  Костянтин Костянтинович Родофінікін, дипломат
- Анатолій Шведерський — лікар Макніль, англієць
- Сергій Дрейден —  Осип Іванович Сенковский, публіцист
- Володимир Заманський —  Мальцев, секретар Грибоєдова
- Олег Басілашвілі —  Іван Григорович Бурцев, опальний генерал ліберальних поглядів
- Павло Панков —  генерал Микола Мартем'янович Сипягін
- Сергій Карнович-Валуа —  полковник
- Юхим Копелян —  Алаяр-хан
- Євген Лебедєв —  Іван Федорович Паскевич
- Григорій Гай —  лікар Карл Аделунг
- Георгій Штиль —  маркіз Савіньї
- Володимир Свєкольников — Хозрев-Мірза
- Анатолій Абрамов —  Ходжа-Мірза-Якуб
- Нодар Шашік-огли —  Ходжа-Аббас
- Олена Агаронова —  княгиня Саломе

## Знімальна група
- Режисери — Роза Сирота, Володимир Рецептер
- Сценарист — Борис Фірсов
- Оператор — Віталій Ананьєв
- Композитор — Марат Камілов
- Художник — Лариса Луконіна